# Io la conoscevo bene
Io la conoscevo bene és una pel·lícula de comèdia dramàtica italiana del 1965 dirigida per Antonio Pietrangeli i protagonitzada per Stefania Sandrelli.
El 2008 fou seleccionda per formar part de la llista 100 film italiani da salvare.

## Sinopsi
Adriana és una noia molt jove, bella i humil de la província de Pistoia que es trasllada a Roma, on intenta obrir-se camí a l'espectacle de moltes maneres. La seva recerca, de vegades fatigant i humiliant, la portarà a conèixer nombrosos personatges que, amb major o menor sort, formen part d’aquest món aparentment espurnejant. Qui, més o menys, també l’aprofitarà sexualment sense complir les promeses fetes i deixar-la, sola, al seu tràgic destí.

## Repartiment
- Stefania Sandrelli - Adriana Astarelli
- Mario Adorf - Emilio Ricci, aka Bietolone
- Jean-Claude Brialy - Dario Marchionni
- Joachim Fuchsberger - L'escriptor
- Enrico Maria Salerno - Roberto
- Ugo Tognazzi - Gigi Baggini
- Karin Dor - Barbara, amiga d'Adriana
- Franco Fabrizi - Paganelli
- Turi Ferro - Il commissario
- Robert Hoffmann - Antonio Marais
- Franco Nero - Italo -
- Véronique Vendell - Alice Stendhal
- Franca Polesello - Maria
- Renato Terra - Home a la caravana

## Producció
Produïda per Turi Vasile i Mario Ferrari per a ULTRA Film i projectada des de 1961, la pel·lícula es va rodar a Roma, Faleria, Mazzano Romano (precisament a les cascades del riu Treja), Orvieto (al Duomo, al teatre Mancinelli i al estació de ferrocarril) i als estudis Titanus la Circonvallazione Appia a Roma.
Per la part de la desafortunada Adriana Astarelli, els tres guionistes i la producció, per llançar comercialment la pel·lícula, van pensar inicialment en Natalie Wood, Silvana Mangano i Brigitte Bardot. Pietrangeli, però, es va imposar i va escollir Stefania Sandrelli, que, malgrat la seva curta edat i manca d'experiència, va aparèixer per primera vegada en un paper de veritable protagonista i va interpretar un personatge complex i articulat que va romandre absolutament memorable.
A la pel·lícula, Loretta Goggi, de quinze anys (i doblada), apareix per primera vegada al cinema on, tot i que no està acreditada en els títols de la pel·lícula, interpreta el paper fugaç de la vergonyada filla del propietari d’un bany anomenat "Calipso".
Entre els nombrosos actors secundaris, Ugo Tognazzi apareix en un paper especialment reeixit i incisiu, amb qui el director acabava de treballar (1964) a il magnifico cornuto.

## Banda sonora
La música fou creada per Piero Piccioni, amb algunes de les cançons més populars de l'època: 
- Mina (Eclisse twist, Addio i E se domani)
- Peppino di Capri (Le stelle d'oro et Roberta)
- Sergio Endrigo (Oggi è domenica per noi
- Mani bucate i Dimmi la verità)
- Millie (Sweet William i What Am I Living For?)
- Gilbert Bécaud (More (en anglès) i Toi(en italià))
- Mia Gemberg (Ogni giorno che passa)
- Gino Marinacci e i suoi solisti (Surf della frusta)
- Les sœurs Kessler (Lasciati baciare col letkiss)
- Ornella Vanoni (Abbracciami forte) i Yvar Sauna e la sua Orchestra (Letkiss).

## Reconeixements
- 1966 – Nastro d'Argento[6]
  - Millor director a Antonio Pietrangeli
  - Milor guió a Ettore Scola, Antonio Pietrangeli i Ruggero Maccari
  - Millor actor no protagonista a Ugo Tognazzi
- 1966 – Festival Internacional de Cinema de Mar del Plata
  - Millor director a Antonio Pietrangeli